# New Era (Michigan)
New Era is een plaats (village) in de Amerikaanse staat Michigan, en valt bestuurlijk gezien onder Oceana County.

## Demografie
Bij de volkstelling in 2000 werd het aantal inwoners vastgesteld op 461.
In 2006 is het aantal inwoners door het United States Census Bureau geschat op 476, een stijging van 15 (3,3%).

## Geografie
Volgens het United States Census Bureau beslaat de plaats een oppervlakte van
2,2 km², geheel bestaande uit land.

## Plaatsen in de nabije omgeving
De onderstaande figuur toont nabijgelegen plaatsen in een straal van 20 km rond New Era.